# Alberto Soria
Alberto Soria Ortega (Lima, Perú, 24 de enero de 1904 - 26 de junio de 1980) fue un defensa del fútbol peruano que jugó con la Selección Peruana de fútbol en la Copa Mundial de fútbol de 1930.
Sus padres se llamaron Eleazar Soria y Amelia Ortega. Fue padre del también futbolista Eleazar Soria.

## Trayectoria
Apodado el Doctor, fue un rústico pero eficiente defensa central que desde mediados de la década del 20 jugaba en Alianza Lima. Siendo considerado titular indiscutible y muy apreciado por los seguidores aliancistas.
Es conocido también por ser el primer jugador que dejó Alianza Lima por el eterno rival Universitario de Deportes donde jugó una temporada con la que obtuvo el subcampeonato de 1933. A comienzos de 1934 regresó a su club de origen. 
Fue campeón cuatro veces.
Debido al cambio de "Alianza" a "Universitario" recibió el apodo de los fanáticos "Judas Iscariote".

## Selección Peruana
Soria jugó 6 partidos internacionales con la Selección Peruana de fútbol entre 1930 y 1937. Fue convocado por el técnico Francisco Bru, donde participó en el Mundial de 1930 realizado en Uruguay, donde solo jugó el partido ante Rumania. 
También fue convocado para el Campeonato Sudamericano 1937, donde jugó cinco partidos, en el cual la selección nacional logró solo 1 victoria, 1 empate y 3 derrotas.
Falleció el 26 de junio de 1980 a los 76 años en el distrito limeño de La Victoria. Estuvo casado con Doña Victoria Ibarra López.

#### Participaciones en Campeonatos Sudamericanos
| Copa                         | Sede      | Resultado   |
| ---------------------------- | --------- | ----------- |
| Campeonato Sudamericano 1937 | Argentina | Sexto Lugar |

#### Participaciones en Copas del Mundo
| Mundial                        | Sede    | Resultado      |
| ------------------------------ | ------- | -------------- |
| Copa Mundial de Fútbol de 1930 | Uruguay | Fase de grupos |

## Clubes
| Club          | País | Año         |
| ------------- | ---- | ----------- |
| Teniente Ruiz | Perú | 1923 - 1924 |
| Alianza Lima  | Perú | 1924 - 1932 |
| Universitario | Perú | 1933        |
| Alianza Lima  | Perú | 1934 - 1938 |

## Palmarés
| Título                    | Club         | País | Año  |
| ------------------------- | ------------ | ---- | ---- |
| Primera División del Perú | Alianza Lima | Perú | 1927 |
| Primera División del Perú | Alianza Lima | Perú | 1928 |
| Primera División del Perú | Alianza Lima | Perú | 1931 |
| Primera División del Perú | Alianza Lima | Perú | 1932 |